# Château de Jabrin
Le château de Jabrin (ou Jabreen) est un palais résidentiel fortifié – parfois qualifié de « fort » – situé au Sultanat d'Oman, dans une oasis de la région Ad-Dākhilīyah, à 20 km de Bahla et à 150 km de la capitale Mascate. Il date du XVIIe siècle et a fait l'objet de travaux de restauration de grande ampleur au début des années 1980. Le château, cerné d'épais remparts, est un des fleurons de l'architecture locale. Celle-ci est caractérisée par une grande simplicité formelle. L'édifice de trois étages, dont plusieurs murs sont peints de motifs astrologiques, a servi de résidence aux sultans et aux imams de Mascate.

## Galerie

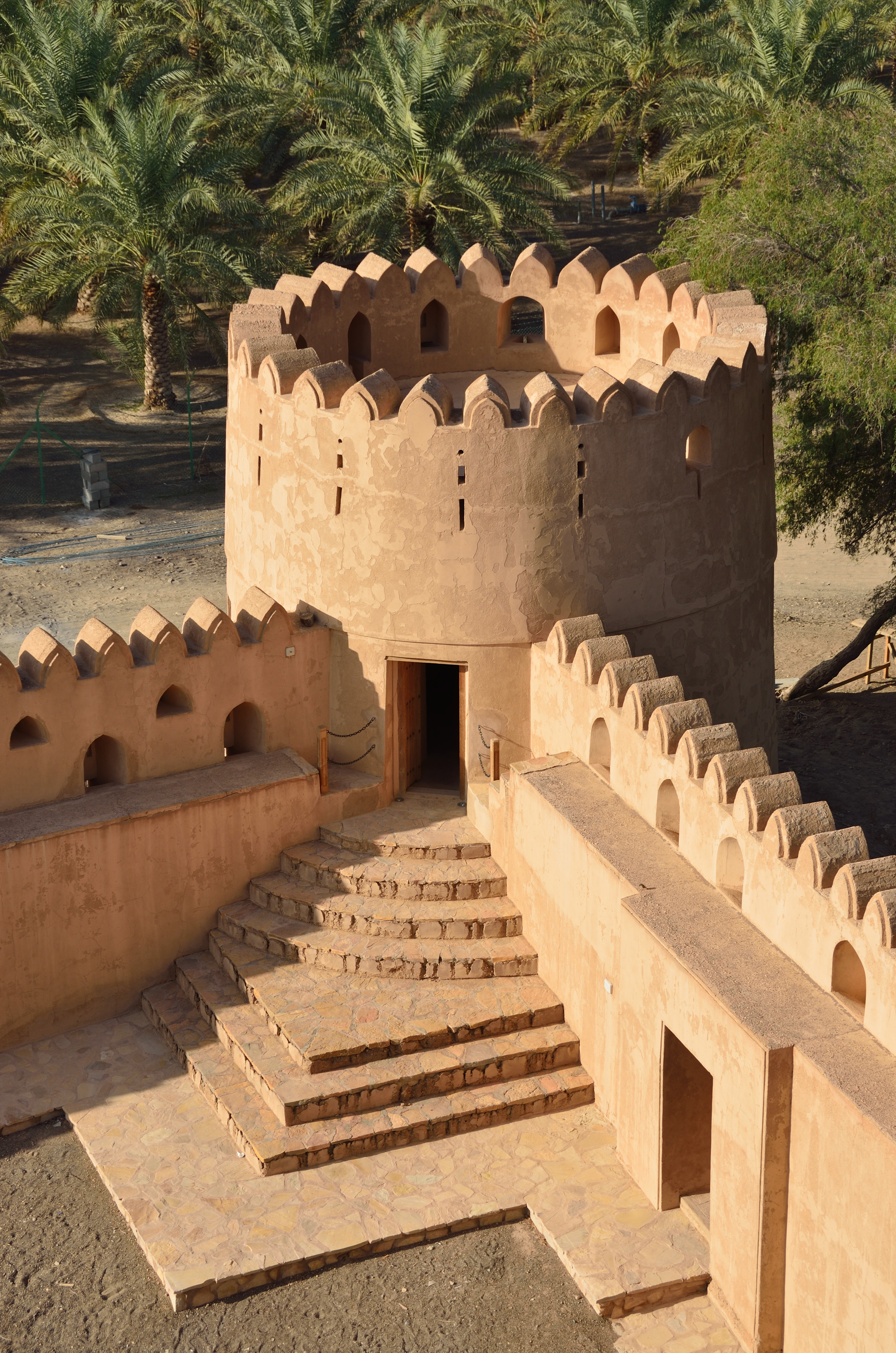
Tour d'angle
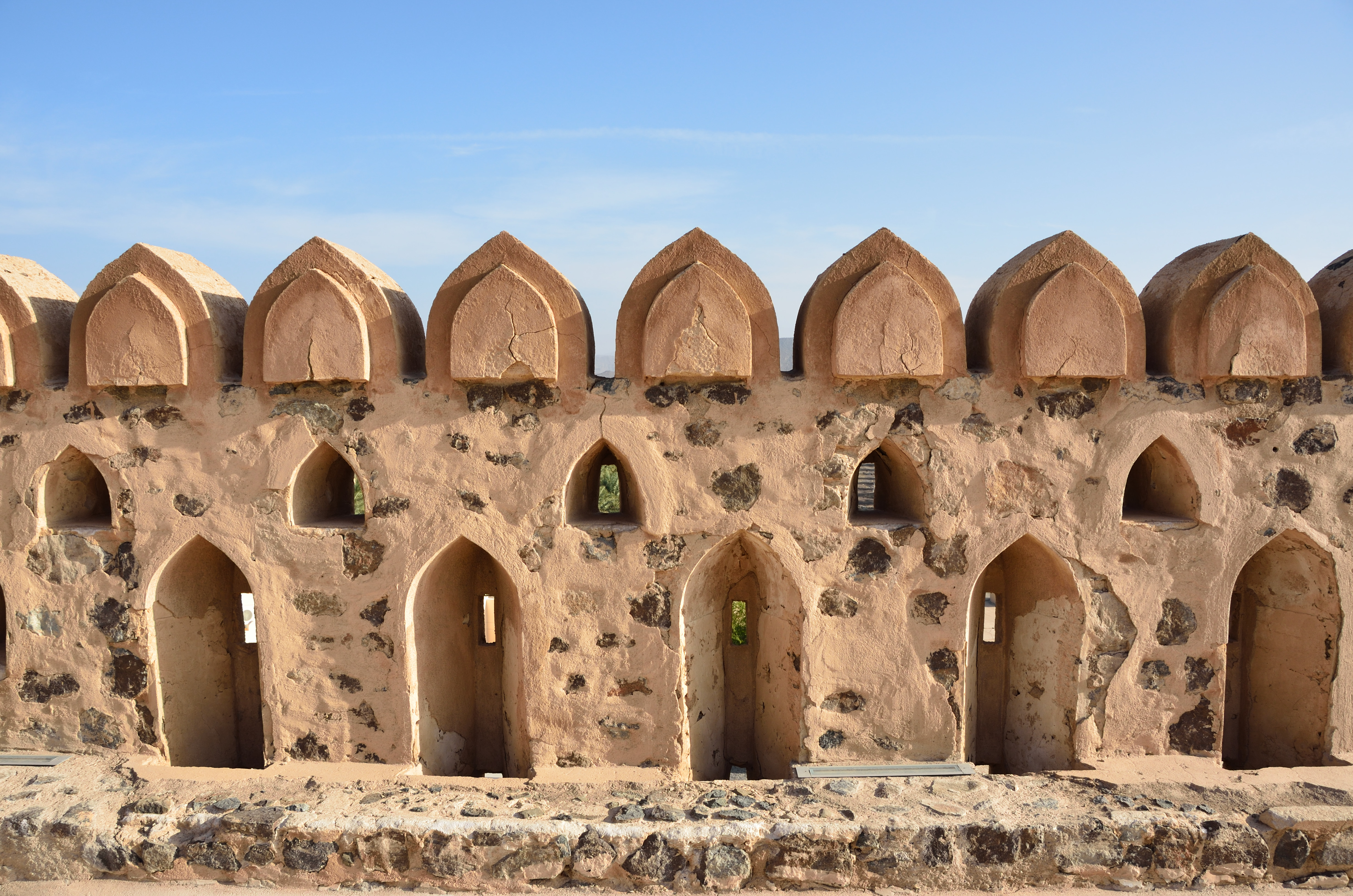
Créneaux et meurtrières
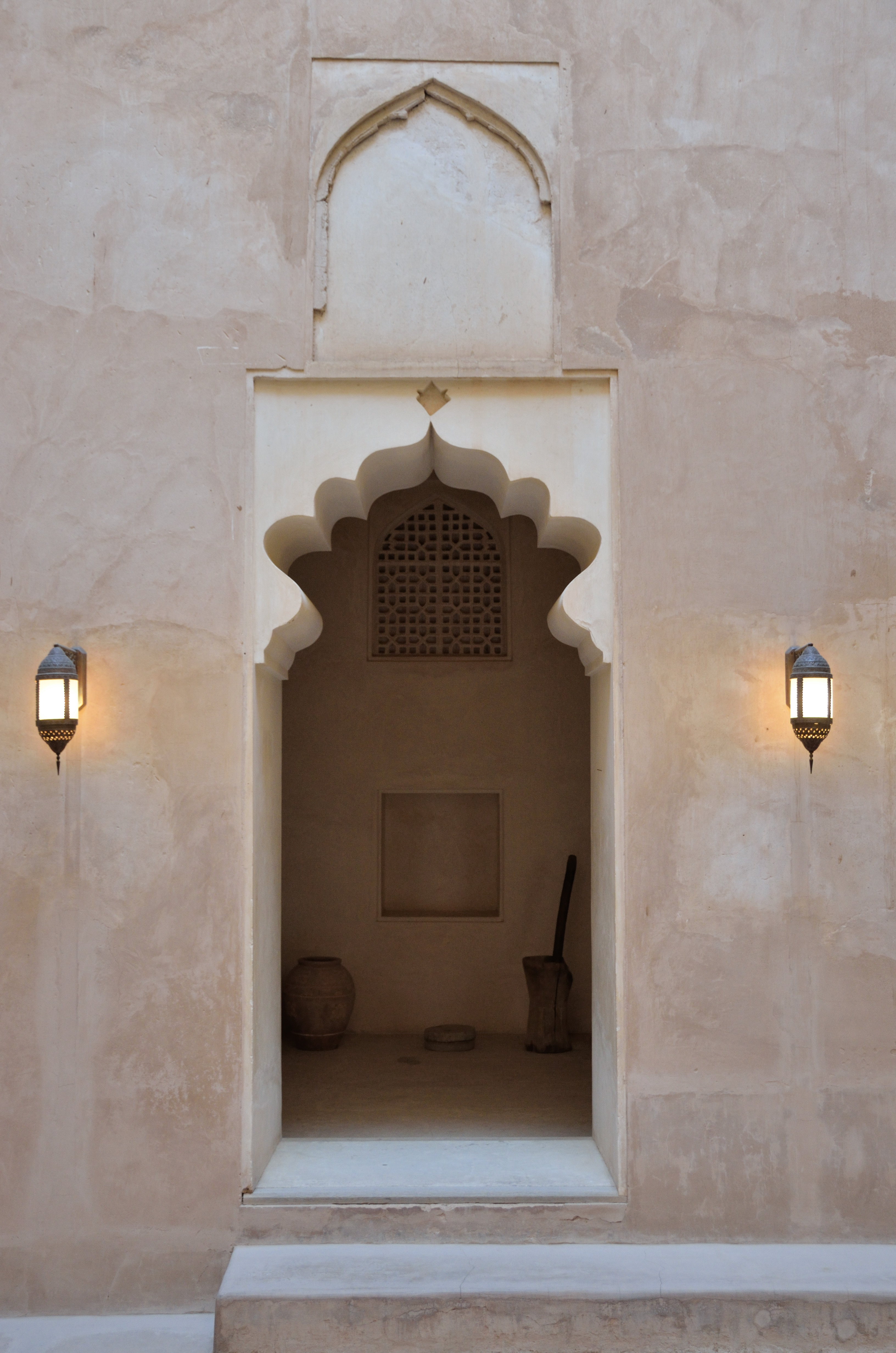
Porte
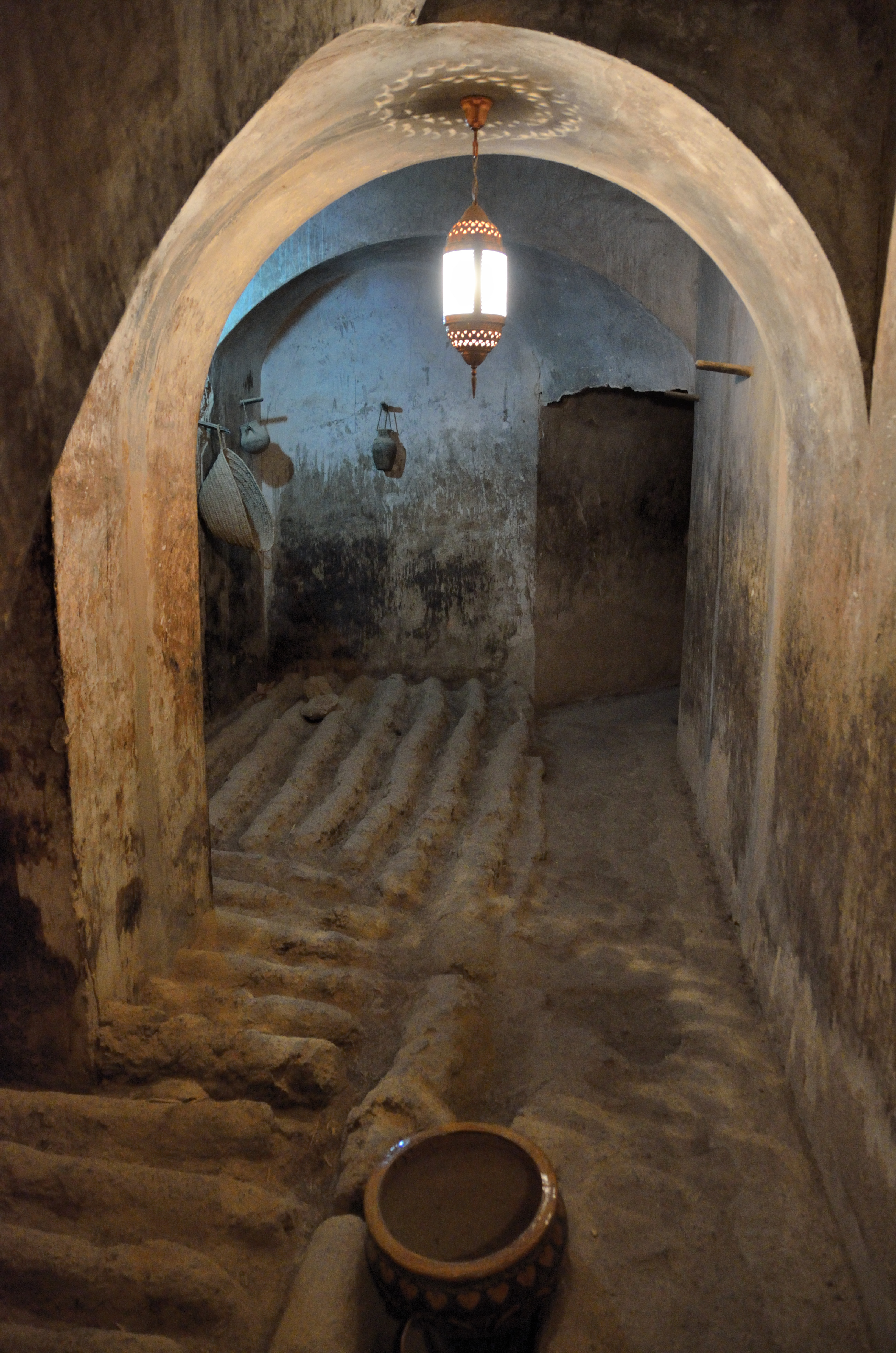
Cellier pour le stockage de dattes